# Svjetsko prvenstvo u motociklizmu 1978. – 350cc
Svjetsko prvenstvo u motociklizmu u klasi 350cc za 1978. godinu je osvojio južnoafrički vozač Kork Ballington na motociklu proizvođača Kawasaki. Kork Ballington je 1978. također osvojio prvenstvo i u klasi 250cc. 

## Raspored utrka i osvajači postolja
1978. godine je bilo na rasporedu 13 trkačih vikenda Svjetskog prvenstva, te su na njih 11 vožene utrke u klasi 350cc.
| rb | datum              | staza                      | utrka               | službeni naziv utrke                                     | pole poz.             | motocikl              | naj.krug              | motocikl              | pobjednik             | motocikl              | drugoplasirani        | motocikl              | trećeplasirani        | motocikl              | izvj.                                                            |
| -- | ------------------ | -------------------------- | ------------------- | -------------------------------------------------------- | --------------------- | --------------------- | --------------------- | --------------------- | --------------------- | --------------------- | --------------------- | --------------------- | --------------------- | --------------------- | ---------------------------------------------------------------- |
| 1  | 19. ožujka 1978.   | San Carlos                 | VN Venecuele        | II Grand Prix de Venezuela                               | Franco Uncini         | Yamaha                | Franco Uncini         | Yamaha                | Takazumi Katayama     | Yamaha                | Patrick Fernandez     | Yamaha                | Paolo Pileri          | Morbidelli            | [ 1 ] [ 2 ] [ 3 ] [ 4 ] [ 5 ] [ 6 ] [ 7 ] [ 8 ]                  |
|    | 16. travnja 1978.  | Jarama                     | VN Španjolske       | 28° GP di Spagna - Trofeo de Primavera "El Corte Inglés" | nije bilo utrke 350cc | nije bilo utrke 350cc | nije bilo utrke 350cc | nije bilo utrke 350cc | nije bilo utrke 350cc | nije bilo utrke 350cc | nije bilo utrke 350cc | nije bilo utrke 350cc | nije bilo utrke 350cc | nije bilo utrke 350cc | [ 1 ] [ 2 ] [ 3 ] [ 4 ] [ 5 ]                                    |
| 2  | 30. travnja 1978.  | Salzburgring               | VN Austrije         | Großer Preis von Österreich                              | Kork Ballington       | Kawasaki              | Kork Ballington       | Kawasaki              | Kork Ballington       | Kawasaki              | Franco Uncini         | Yamaha                | Takazumi Katayama     | Yamaha                | [ 1 ] [ 2 ] [ 3 ] [ 4 ] [ 5 ] [ 9 ] [ 10 ] [ 11 ]                |
| 3  | 7. svibnja 1978.   | Nogaro                     | VN Francuske        | Grand Prix de France                                     | Olivier Chevallier    | Yamaha                | Gregg Hansford        | Kawasaki              | Gregg Hansford        | Kawasaki              | Kork Ballington       | Kawasaki              | Jon Ekerold           | Yamaha                | [ 1 ] [ 2 ] [ 3 ] [ 4 ] [ 5 ] [ 12 ] [ 13 ] [ 14 ] [ 15 ]        |
| 4  | 14. svibnja 1978.  | Mugello                    | VN Nacija           | Gran Premio delle Nazioni                                | Franco Uncini         | Yamaha                | Gregg Hansford        | Kawasaki              | Kork Ballington       | Kawasaki              | Gregg Hansford        | Kawasaki              | Takazumi Katayama     | Yamaha                | [ 1 ] [ 2 ] [ 3 ] [ 4 ] [ 5 ] [ 16 ] [ 17 ] [ 18 ] [ 19 ] [ 20 ] |
| 5  | 24. lipnja 1978.   | Assen                      | VN Nizozemske       | Dutch TT 1978                                            | Franco Uncini         | Yamaha                | Gianfranco Bonera     | Yamaha                | Kork Ballington       | Kawasaki              | Gianfranco Bonera     | Yamaha                | Jon Ekerold           | Yamaha                | [ 1 ] [ 2 ] [ 3 ] [ 4 ] [ 5 ] [ 21 ] [ 22 ] [ 23 ]               |
|    | 2. srpnja 1978.    | Spa-Francorchamps          | VN Belgije          | Grand Prix Belgique / Grote Prijs België                 | nije bilo utrke 350cc | nije bilo utrke 350cc | nije bilo utrke 350cc | nije bilo utrke 350cc | nije bilo utrke 350cc | nije bilo utrke 350cc | nije bilo utrke 350cc | nije bilo utrke 350cc | nije bilo utrke 350cc | nije bilo utrke 350cc | [ 1 ] [ 2 ] [ 3 ] [ 4 ] [ 5 ]                                    |
| 6  | 23. srpnja 1978.   | Karlskoga                  | VN Švedske          | Sveriges Grand Prix                                      | Gregg Hansford        | Kawasaki              | Gregg Hansford        | Kawasaki              | Gregg Hansford        | Kawasaki              | Kork Ballington       | Kawasaki              | Takazumi Katayama     | Yamaha                | [ 1 ] [ 2 ] [ 3 ] [ 4 ] [ 5 ] [ 24 ] [ 25 ] [ 26 ]               |
| 7  | 30. srpnja 1978.   | Imatra                     | VN Finske           | 17. Imatranajo                                           | Kork Ballington       | Kawasaki              | Takazumi Katayama     | Yamaha                | Kork Ballington       | Kawasaki              | Takazumi Katayama     | Yamaha                | Tom Herron            | Yamaha                | [ 1 ] [ 2 ] [ 3 ] [ 4 ] [ 5 ] [ 27 ] [ 28 ] [ 29 ] [ 30 ]        |
| 8  | 6. kolovoza 1978.  | Silverstone                | VN Velike Britanije | John Player British Grand Prix                           | Kork Ballington       | Kawasaki              | Tom Herron            | Yamaha                | Kork Ballington       | Kawasaki              | Tom Herron            | Yamaha                | Mick Grant            | Kawasaki              | [ 1 ] [ 2 ] [ 3 ] [ 4 ] [ 5 ] [ 31 ] [ 32 ] [ 33 ] [ 34 ]        |
| 9  | 20. kolovoza 1978. | Nürburgring - Nordschleife | VN Njemačke         | Grosser Preis von Deutschland                            | Gregg Hansford        | Kawasaki              | Takazumi Katayama     | Yamaha                | Takazumi Katayama     | Yamaha                | Kork Ballington       | Kawasaki              | Michel Rougerie       | Yamaha                | [ 1 ] [ 2 ] [ 3 ] [ 4 ] [ 5 ] [ 35 ] [ 36 ] [ 37 ] [ 38 ]        |
| 10 | 27. kolovoza 1978. | Brno                       | VN Čehoslovačke     | Grand Prix ČSSR                                          | Kork Ballington       | Kawasaki              | Kork Ballington       | Kawasaki              | Kork Ballington       | Kawasaki              | Gregg Hansford        | Kawasaki              | Michel Rougerie       | Yamaha                | [ 1 ] [ 2 ] [ 3 ] [ 4 ] [ 5 ] [ 39 ] [ 40 ] [ 41 ] [ 42 ]        |
| 11 | 17. rujna 1978.    | Grobnik                    | VN Jugoslavije      | Velika nagrad Jugoslavije za prvenstvo svijeta '78       | Gregg Hansford        | Kawasaki              | Gregg Hansford        | Kawasaki              | Gregg Hansford        | Kawasaki              | Gianfranco Bonera     | Yamaha                | Patrick Fernandez     | Yamaha                | [ 1 ] [ 2 ] [ 3 ] [ 4 ] [ 5 ] [ 43 ] [ 44 ] [ 45 ] [ 46 ]        |

VN Nacija – također navedena kao VN Italije 

VN Nizozemske – također navedena kao Dutch TT

VN Velike Britanije - također navedena kao VN Britanije 

VN Njemačke - također navedena kao VN Zapadne Njemačke, te kao Deutsche TT 

## Poredak za vozače
Bodove je osvajalo prvih 10 vozača u utrci. 
| pozicija u utrci | 1. | 2. | 3. | 4. | 5. | 6. | 7. | 8. | 9. | 10. |
| bodovi           | 15 | 12 | 10 | 8  | 6  | 5  | 4  | 3  | 2  | 1   |

| mj. | vozač              | konstruktor            | bm | momčad (tim)               | motocikl                           | bodova u poretku |
| --- | ------------------ | ---------------------- | -- | -------------------------- | ---------------------------------- | ---------------- |
| 1.  | Kork Ballington    | Kawasaki               | 5  | Team Kawasaki              | Kawasaki KR350                     | 134              |
| 2.  | Takazumi Katayama  | Yamaha                 | 1  | Sarome and Motul Team      | Yamaha TZ350                       | 77               |
| 3.  | Gregg Hansford     | Kawasaki               | 22 | Team Kawasaki              | Kawasaki KR350                     | 76               |
| 4.  | Jon Ekerold        | Yamaha                 | 3  | Opstalan                   | Yamaha TZ350                       | 64               |
| 5.  | Tom Herron         | Yamaha                 | 2  |                            | Yamaha TZ350                       | 50               |
| 6.  | Michel Rougerie    | Yamaha                 | 4  |                            | Yamaha TZ350                       | 47               |
| 7.  | Gianfranco Bonera  | Yamaha                 |    | Team Kiwi Yamoto           | Yamaha TZ350                       | 37               |
| 8.  | Patrick Fernandez  | Yamaha                 | 8  |                            | Yamaha TZ350                       | 36               |
| 9.  | Victor Soussan     | Yamaha                 | 12 | Beale George               | Yamaha TZ350                       | 34               |
| 10. | Olivier Chevallier | Yamaha                 | 6  | André Esso                 | Yamaha TZ350                       | 27               |
| 11. | Pentti Korhonen    | Yamaha                 |    | RSS Racing Team            | Yamaha TZ350                       | 20               |
| 12. | Franco Uncini      | Yamaha                 |    |                            | Yamaha TZ350                       | 19               |
| 13. | Paolo Pileri       | Morbidelli             |    | Morbidelli-Coimal          | Morbidelli                         | 18               |
| 14. | Mick Grant         | Kawasaki               |    | Team Kawasaki              | Kawasaki KR350                     | 16               |
| 15. | Christian Sarron   | Yamaha                 |    | Team Sonauto Gauloises-GPA | Yamaha TZ350                       | 15               |
| 16. | Anton Mang         | Kawasaki               |    | Kawasaki Motoren GesmbH    | Kawasaki KR350                     | 14               |
| 17. | Patrick Pons       | Yamaha                 |    | Team Sonauto Gauloises-GPA | Yamaha TZ350                       | 9                |
| 18. | Marco Lucchinelli  | Yamaha Harley-Davidson |    |                            | Yamaha TZ350 Harley-Davidson RR350 | 5                |
| 18. | Guy Bertin         | Yamaha                 |    |                            | Yamaha TZ350                       | 5                |
| 20. | Éric Saul          | Yamaha                 |    |                            | Yamaha TZ350                       | 4                |
| 21. | Vanes Francini     | Yamaha                 |    |                            | Yamaha TZ350                       | 3                |
| 22. | Raymond Roche      | Yamaha                 |    |                            | Yamaha TZ350                       | 3                |
| 23. | Eduardo Alemán     | Yamaha                 |    |                            | Yamaha TZ350                       | 2                |
| 23. | Piet van der Wal   | Yamaha                 |    |                            | Yamaha TZ350                       | 2                |
| 23. | Leif Gustafsson    | Yamaha                 |    |                            | Yamaha TZ350                       | 2                |
| 23. | Gianni Pelletier   | Yamaha                 |    |                            | Yamaha TZ350                       | 2                |
| 27. | Antonio Piccioni   | Yamaha                 |    |                            | Yamaha TZ350                       | 1                |
| 27. | Mario Lega         | Morbidelli             |    | Morbidelli-Coimal          | Morbidelli                         | 1                |
| 27. | Eero Hyvärinen     | Yamaha                 | 22 |                            | Yamaha TZ350                       | 1                |
| 27. | Hervé Moineau      | Yamaha                 |    |                            | Yamaha TZ350                       | 1                |
| 27. | Roland Freymond    | Yamaha                 |    |                            | Yamaha TZ350                       | 1                |

 u ljestvici vozači koji su osvojili bodove u prvenstvu 

## Poredak za konstruktore
Sustav bodovanja
Bodove za proizvođača osvaja najbolje plasirani motocikl proizvođača među prvih 10 u utrci.
| pozicija u utrci | 1. | 2. | 3. | 4. | 5. | 6. | 7. | 8. | 9. | 10. |
| bodovi           | 15 | 12 | 10 | 8  | 6  | 5  | 4  | 3  | 2  | 1   |

"Kawasaki"' prvak u poretku konstruktora. 
| mj. | konstruktor | bod |
| --- | ----------- | --- |
| 1.  | Kawasaki    | 155 |
| 2.  | Yamaha      | 130 |
| 3.  | Morbidelli  | 19  |

 u ljestvici konstruktori koji su osvojili bodove u prvenstvu 

## Vanjske poveznice
- (engl.) motogp.com
- (fr.) racingmemo.free.fr, LES CHAMPIONNATS DU MONDE DE VITESSE MOTO
- (fr.) pilotegpmoto.com, wayback
- (nizoz.) jumpingjack.nl, Alle Grand-Prix uitslagen en bijzonderheden, van 1973 (het jaar dat Jack begon met racen) tot heden., wayback
- (engl.) motorsport-archive.com, World 350ccm Championship :: Overview, wayback
- (engl.) the-sports.org, Moto - 350cc - Prize list
- (engl.) motorsporttop20.com, Motorcycle Championships
- (engl.) progcovers.com, Motor Racing Programme Covers / FIM Grand Prix World Championship Programmes / 500cc Class / MotoGP
- (njem.) de.wikipedia.org, Motorrad-Weltmeisterschaft 1978
- (nizoz.) nl.wikipedia.org, Wereldkampioenschap wegrace 1978
- (tal.) it.wikipedia.org, Risultati del motomondiale 1978